# Brochon
Brochon là một xã trong tỉnh Côte-d'Or, thuộc vùng Bourgogne-Franche-Comté của nước Pháp, có dân số là 691 người (thời điểm 1999). Xã có ranh giới về phía nam với Gevrey-Chambertin và về phía bắc với Fixin.

## Nhân khẩu học
| 1962 | 1968 | 1975 | 1982 | 1990 | 1999 |
| ---- | ---- | ---- | ---- | ---- | ---- |
| 442  | 550  | 633  | 609  | 591  | 691  |